# بورات ساجدييف
بورات ساجدييف (بالإنجليزية: Borat Sagdiyev)‏ (الروسية : Борат Сагдиев)، هو شخصية فكاهية لعب دورها الممثل البريطاني اليهودي الديانة ساشا بارون كوهين، وهي تحمل أيضا اسم الفيلم الذي لعب بطولته الرئيسية، الشخصية أثارت جدلا واسعا بحكم أنها تحكي قصة صحفي قروي بسيط من دولة كازاخستان، التي تعاني من المشاكل الاجتماعية والسياسية والاقتصادية، فتقرر الحكومة إيفاده ليعد فيلماً تسجيلياً عن الحياة في الولايات المتحدة الأمريكية، ليتجه إلى الولايات المتحدة الأمريكية ليتعلم ثقافة ونمط الحياة الأمريكي، وهناك يتعرض للكثير من المواقف المضحكة والمحرجة في نفس الوقت، هو وصديقه المنتج أزمات بجاتوف.
يتميز بورات بلغته الإنجليزية الغريبة التي شكلت سابقة في العالم الغربي.

## بورات واليهود

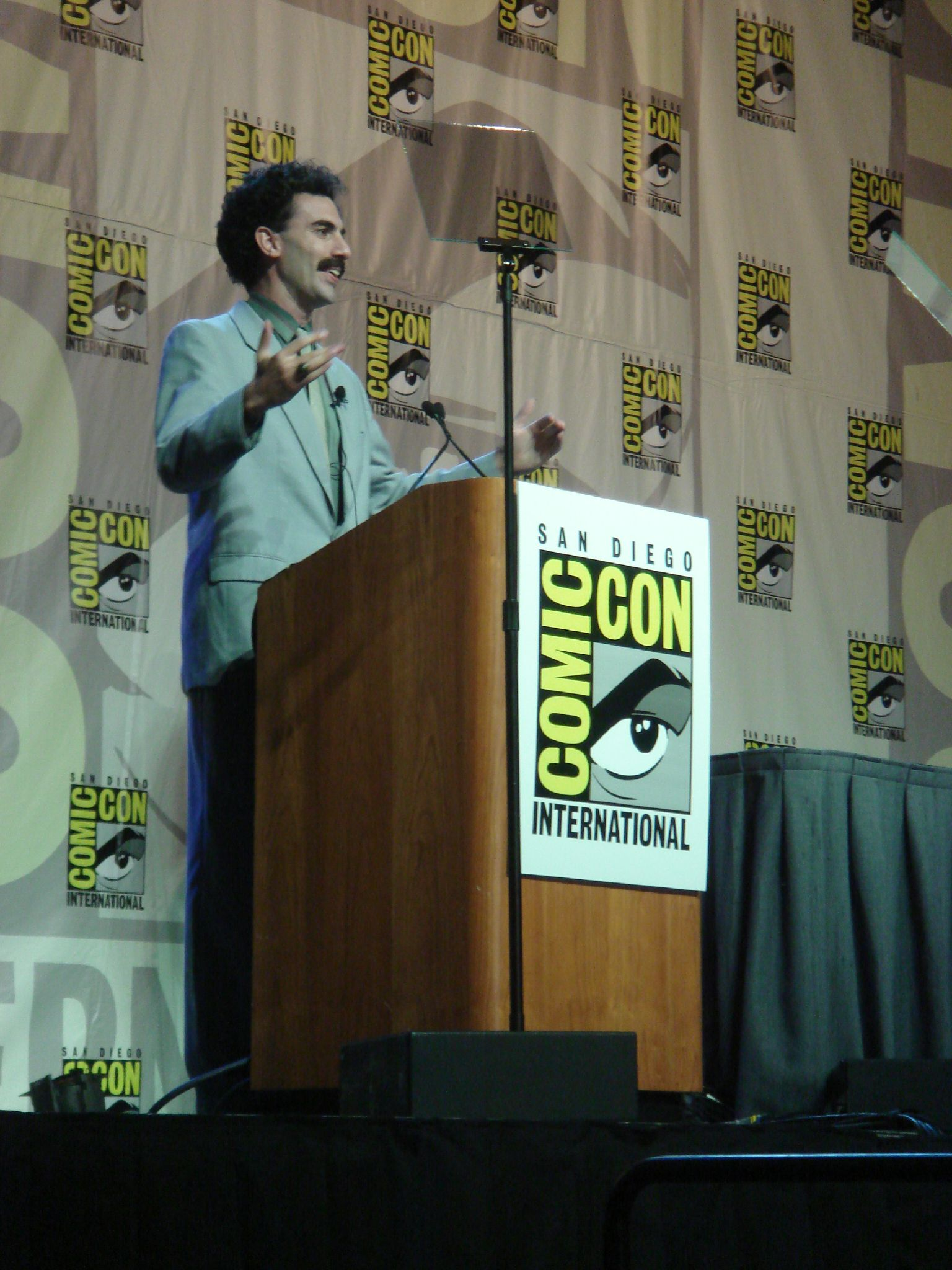
بورات يروج لفيلمه في مؤتمر سان دييغو كومك كون إنترناشونال سنة 2006 في مدينة سان دييغو، كاليفورنيا.

حاول بورات التخفيف من الهجوم على اليهود بأسلوب اGO AMERICAة في عدة مشاهد على مدار الفيلم أولها : مشهد جرية اليهود السنوية التي ينقلها للتليفزيون بصفته صحفي وهو حدث سنوي هام في كازاخستان حسب ما يقول الفيلم.
المشهد الثاني في الولايات المتحدة الأمريكية حينما نزل في النزل واكتشف هناك أن أصحابه ( رجل وزوجته) من اليهود وطريقة هروبهما ليلاً بشكل درامي مبالغ فيه بعد أن اعتقدوا انهم قد حولوا أشكالهم إلى صراصير بغية أذيتهم.
وعلى أثر هروبهم ليلاً يذهب إلى محل للأسلحة لشراء سلاح لحمايتهم من اليهود، وينتهي بهم الأمر بشراء دب أسمر لحراستهم أينما يذهبون.

## بورات والحركات النسائية الأمريكية
يجتمع بورات ضمن برنامج تصوير الفيلم مع مجموعة من إحدى جمعيات مساواة المرأة بالرجل وهناك يعرف منهم أين تسكن باميلا أندرسون التي يقع في غرامها أثناء مشاهدته لحلقات مسلسل باي ووتش في الفندق الذي نزل فيه. فيقرر تغيير مسار تصوير الفيلم من نيويورك حسب ماهو مقرر إلى كاليفورنيا حيث تقيم.
شيرون

## بورات والحرب على العراق
يعرض بورات رأيه في الحرب الأمريكية على العراق في محفل الروديو الأمريكي حين يقرر غناء النشيد الوطني الأمريكي بكلمات النشيد الكازاخستاني، وهناك يدعو بالنصر لأمريكا أمام جمهور الحضور، قاصداً مهاجمة الإدارة الأمريكية على قرار الحرب.

## قصة الفيلم
يبدأ الفيلم بعرض حياة بورات في بلدة كوسك في كازاخستان، ونتعرض لنمط حياته وزوجته وهواياته وطرقه في قضاء وقت الفراغ.

## الفيلم
الفيلم عرض في دور السينما، والاّن يباع على شكل دي في دي.

## روابط خارجية
- بورات على موقع الموسوعة البريطانية (الإنجليزية)
- بورات على موقع ميوزك برينز (الإنجليزية)